# Баулин, Анатолий Афанасьевич
Анатолий Афанасьевич Баулин (род. 17 июля 1947 года, Белынь, Пачелмский район, Пензенская область) — советский и российский врач-хирург, доктор медицинских наук, заслуженный врач России.

## Биография
1970 г. — окончил Куйбышевский медицинский институт имени Д. И. Ульянова.
В 1970—1974 годах — хирург, заместитель главного врача по организационно-методической работе Пачелмского района — Козловская центральная районная больница. С 1974—1976 гг. — спецординатура по хирургии при кафедре факультетской хирургии лечебного факультета Саратовского медицинского института. В 1976—1977 гг. работал хирургом Пензенской больницы скорой помощи. Работал в Эфиопии в 1977—1978 гг. С 1983 г. — занимал должность заместителя главного врача по хирургии городской больницы № 6 имени Г. А. Захарьина в Пензе. В 1983—2007 гг. — заместитель главного врача по хирургии, главный хирург Центральной городской больницы им.3ахарьина. В 1984—2007 гг. — ассистент, затем профессор кафедры хирургии. С 2002—2007 гг. — главный внештатный хирург города Пенза. С 2007 года — профессор кафедры хирургии и эндоскопии Пензенского института усовершенствования врачей.
Семья
— Баулин Василий Афанасьевич — хирург, заслуженный врач России с 1986 года.
— Баулин Николай Афанасьевич — хирург, доктор медицинских наук с 1974 года, профессор.

## Научная деятельность
Кандидатская диссертация на тему «Профилактика поздних осложнений тонко-толстокишечных анастомозов», 1981.
Докторская диссертация на тему «Некоторые аспекты лечения гнойно-септических заболеваний и осложнений», 1998.
Научные работы
Более 350 публикаций, докладчик на 20 съездах и конференциях разного уровня. Соавтор 3 изобретений по лечению грыжевой и язвенной болезни, раневой инфекции, более 50 рационализаторских предложений. Более 20 отзывов на авторефераты диссертаций. Диапазон хирургических вмешательств: общая, гнойная, эндокринная, полостная, сосудистая хирургия, урология, гинекология, эндоскопические операции и под контролем УЗИ и КТ. По состоянию на январь 2022 года индекс Хирша по ядру РИНЦ равен 2.
1. Обструктивная илеостомия в лечении сложных свищей толстой кишки. Вестник Авиценны. 2017. Том 19, № 4. Баулин А. А., Баулина О. А., Баулина Н. В., Дарбишгаджиев Ш О., Баулин В. А.[5]
2. Programmed relaparoscopy as a new technology of administration in patients with acute pyoinflammatory diseases off uterine appendage. 18 Figo 2006 World Congress of Gynecology and Obstretrics. Kuala Lumpur, Malaisia, 5-10 November 2006. (E.A. Baulina, N.V. Baulina, N.V. Chudaikina, V.A. Nicolashin, A.A. Baulin, E.A. Klochkova). Gynecological and Surgical departments, Zakhar’in Central City Hospital, Penza, Russia.
3. Hypertension syndrome and adrenal pathology. Международная конференция «Гипертензионный синдром»[уточнить]. Берлин. 2008 — постерный доклад Baulina E.A., Gabaraev V.V., Baulin A.A., Vakina T.N., Baulin V.A.
4. The inconsistency of large intestine anastomosis. 2 Всемирный колопроктологический конгресс[уточнить]. 2008. Швейцария. Baulin A.A., Lesin V.N., Baulina E.A., Baulin V.A.
5. Влияние эндохирургии на технологию экстренной гинекологической и хирургической помощи и на уровень осложнений. Эндоскопическая хирургия, 2009, 1, с. 100—101. Баулина Н. В., Ивачёва Н. А., Баулин В. А., Усанов В. Д., Баулина Е. А., Баулин А. А.
6. Послеоперационные осложнения в работе эндохирургического центра. 11 Московский Международный конгресс по эндоскопической хирургии. Сборник тезисов. ГУ Российский научный центр хирургии им. Б. В. Петровского. М., 2007. С.47-49. (А. А. Баулин, В. А. Николашин, Е. А. Баулина, С. С. Беребицкий, Н. А. Баулин).
7. Осложнения в эндохирургии надпочечников. 11 Московский Международный конгресс по эндоскопической хирургии. Сборник тезисов. ГУ Российский научный центр хирургии им. Б. В. Петровского. М., 2007. С.49-51. Е. А. Баулина, А. А. Баулин, Н. А. Баулин
8. Усовершенствование методики Постемпского. Материалы межрегиональной конференции «Современное состояние и перспективы герниологии». Герниология. 2008. № 3. С.8-9. Баулин В. А., Модин И. В., Баулина Е. А., Борисова Н. Я., Баулин А. А., Габарев В. В., Баулин А. В.
9. Хирургическая тактика у больных с холециститом, осложненным механической желтухой. Научное издание III Конгресса московских хирургов «Неотложная и специализированная хирургическая помощь». Издательство правительства Москвы. М. 2009. С.133-134. А. А. Баулин, В. А. Николашин, Е. А. Баулина
10. Новая технология хирургического лечения рефлюксной болезни и грыж пищеводного отверстия диафрагмы. 13 Международный съезд эндоскопических хирургов. Проблемная комиссия «Эндоскопическая хирургия» РАМН. Сборник тезисов. М.. РНЦХ. 2009. С.45-46. В. А. Баулин, В. Д. Креймер, А. А. Баулин, Е. А. Ширяев, Е. А. Баулина, В. В. Габараев, А. В. Баулин, А. А. Старов
11. Мини доступ к под печёночному пространству. Методическое пособие для хирургов. Пенза. 2006. 25 с.
12. Профилактика и лечение несостоятельности толстокишечных анастомозов. Методическое пособие для хирургов. Пенза. 2007. 26 с.
13. Технология малоинвазивной аппендэктомии. Методическое пособие для хирургов. Пенза. 2008. 26 с.
14. Патент RU 2431448 «Способ хирургического лечения грыж пищеводного отверстия диафрагмы»[6].
15. Эндохирургия надпочечников. Эндоскопическая хирургия. 2007, том 13, № 1, С.7-8. Баулин А. А., Баулина Е. А., Баулин Н. А.
16. Влияние эндохирургических методов на общехирургическую технологию (хирургия не на распутьи, а на новом пути). Эндоскопическая хирургия. 2007, том 13, № 1, С.8. Баулин А. А., Баулин Н. А.
17. Некоторые итоги работы эндохирургического центра. Эндоскопическая хирургия. 2007, том 13, № 1, С.8-9. Баулин А. А., Николашин В. А., Баулин Н. А.
18. Терминология в эндоскопической хирургии. Эндоскопическая хирургия. 2007, том 13, № 1, С.9-10. Баулин А. А., Баулин В. А.

Награды и звания
Заслуженный врач России.
Академик международной академии экологии и безопасности жизнедеятельности.[значимость факта?]